# Камлез
Камлез (фр. Camlez) је насељено место у Француској у региону Бретања, у департману Приморје.
По подацима из 2011. године у општини је живело 861 становника, а густина насељености је износила 73,84 становника/km².

## Демографија
| 1962. | 1968. | 1975. | 1982. | 1990. | 2011. |
| ----- | ----- | ----- | ----- | ----- | ----- |
| 719   | 646   | 578   | 692   | 731   | 861   |